# Encarnación Fernández Ruiz-Gálvez
Encarnación Fernández Ruiz-Gálvez es catedrática de filosofía del derecho y filosofía política de la Universidad de Valencia. Es directora del Máster en derechos humanos, paz y desarrollo sostenible de esa misma universidad.

## Biografía
Obtuvo la licenciatura en derecho en el año 1980 y el doctorado en 1988 con la calificación de sobresaliente cum laude por la Universidad de Valencia.
Fue directora del departamento de Filosofía del Derecho, Moral y Política de la Universidad de Valencia entre marzo de 2007 y julio de 2013.  
Autora de numerosas publicaciones sobre temas de su especialidad. Ha participado en múltiples proyectos de investigación financiados en convocatorias competitivas y fue investigadora principal del proyecto I+D "Los Estados en crisis y la justicia internacional" (2007-08) financiado por la Generalidad Valenciana.
Ha colaborado en la organización y dirección de diversos seminarios, congresos y reuniones científicas de ámbito nacional e internacional. Ha dirigido siete tesis doctorales que han obtenido todas ellas la máxima calificación. Asimismo ha dirigido numerosos trabajos de investigación, trabajos de fin de máster y trabajos de fin de grado. Visita d’études en el Tribunal Europeo de Derechos Humanos en julio de 2009. Profesora visitante en múltiples universidades europeas y americanas. Evaluadora externa de diversas revistas científicas especializadas.  
Ámbitos temáticos cultivados: Concepto de Derecho. Problemas actuales de Teoría del Derecho. Derechos humanos. Universalidad y multiculturalidad. Igualdad. Género. Acciones positivas. Corresponsabilidad y conciliación. Violencia de género. Filosofía política. Democracia, participación y ciudadanía. Filosofía del Derecho internacional y de las relaciones internacionales. Estados en crisis (caracteres, causas, consecuencias, reconstrucción del Estado. Estudio de caso: Afganistán). Intervención humanitaria y responsabilidad de proteger. Filosofía del Derecho privado: Las doctrinas de la alteración sobrevenida de las circunstancias contractuales.